# Hell or High Water
Hell or High Water ist ein US-amerikanischer Neo-Western von David Mackenzie, der am 16. Mai 2016 im Rahmen der Filmfestspiele von Cannes seine Premiere feierte. Am 12. August 2016 kam der Film in ausgewählte US-amerikanische Kinos, bevor er am 19. August 2016 landesweit startete. Am 12. Januar 2017 kam der Film in die deutschen Kinos.
Im Rahmen der Oscarverleihung 2017 erhielt Hell or High Water in vier Kategorien eine Nominierung, darunter als Bester Film und für das Beste Drehbuch.

## Handlung
Der ungestüme Tanner Howard und sein jüngerer Bruder Toby beginnen einen Raubzug durch Texas. Tanner war zehn Jahre im Gefängnis, nachdem er seinen Vater erschossen hatte, und ist vor einem Jahr aus dem Gefängnis entlassen worden. Toby kümmerte sich unterdessen bis zu deren Tod um ihre Mutter. Den beiden Brüdern ist bekannt, dass sich auf ihrem hoch mit einer Hypothek belasteten Farmland eine ergiebige Ölquelle befindet. Sie planen daher, ausschließlich die Filialen der Bank zu überfallen, bei der sie verschuldet sind, um die Hypothek ablösen zu können, bevor das Land an die Bank geht. Ihre Mutter hat die Farm allein Toby hinterlassen. Dieser lebt von seiner Frau und den zwei Söhnen getrennt und will die Farm schuldenfrei seinen Kindern überlassen, um sicherzustellen, dass sie nicht wie ihre Eltern und Großeltern in Armut aufwachsen.
Die Überfälle auf die ersten zwei Banken in Archer City und Olney frühmorgens verlaufen erfolgreich, auch wenn die Brüder dabei mehr Glück als Verstand haben. Und da die Überwachungskameras nicht funktionieren, können sie auch unerkannt entkommen. Das erbeutete Geld waschen sie erfolgreich im Casino eines Indianerreservats im Nachbarstaat Oklahoma. Bald jedoch kommen ihnen der Texas Ranger Marcus Hamilton, der sich kurz vor dem Ruhestand befindet, und sein Partner Alberto Parker auf die Spur. Einen ersten Hinweis erhalten diese, als Tanner spontan und unabgesprochen alleine die Filiale einer anderen Bank mit funktionierenden Kameras überfällt.
Da die bisherige Beute nicht genügt, beschließen die Brüder nun, die große Bankfiliale in der Stadt Post auszurauben. Doch im Gegensatz zu den vorherigen Banken ist diese Filiale voller Kunden, und es kommt zu einem Schusswechsel, bei dem zwei Personen von Tanner erschossen werden und Toby angeschossen wird. Die Bürger von Post nehmen die Verfolgung der flüchtenden Brüder auf. Mit einem Sturmgewehr gelingt es Tanner, die Verfolger zurückzuschlagen. Die Brüder trennen sich daraufhin. Während es Toby gelingt, mit seinem Auto unbeschadet durch eine Polizeikontrolle zu kommen, zieht Tanner absichtlich die Aufmerksamkeit der Verfolger auf sich. Er fährt in die Berge, zündet sein Auto an und flieht zu Fuß weiter. Mit einem Scharfschützengewehr hält er seine Verfolger auf Abstand und erschießt dabei Parker. Hamilton pirscht sich daraufhin mit Hilfe eines Einheimischen über einen Nachbarhügel an Tanners Stellung heran und kann diesen erschießen.
Toby schafft es anschließend, die Bank auszuzahlen und einen Treuhandfonds anzulegen. Über diesen sollen die Öleinnahmen für seine Söhne verwaltet werden.
Am Ende fährt der inzwischen pensionierte Hamilton zur Farm der Howards, um von Toby, den er für mitschuldig hält, ohne dass er genug Beweise hat, die Motivation für die Überfälle zu erfahren. Toby gesteht nichts, macht aber deutlich, dass er alles für die Zukunft seiner Kinder tun würde. Hamilton und Toby bedrohen einander implizit mit dem Tod. Durch das Eintreffen der Familie von Toby wird die Situation deeskaliert und
die beiden verschieben ihre Konfrontation bis auf weiteres.

## Produktion

### Stab, Besetzung und Synchronisation
Das Drehbuch von Taylor Sheridan wurde 2012 an der Spitze der Black List, der Liste von Hollywoods beliebtesten unverfilmten Drehbüchern geführt. Der Film stellt den zweiten Teil seiner American-Frontier-Trilogie dar. Regie führte der Brite David Mackenzie. Die weiteren Filme der Trilogie sind Sicario von 2015 und Wind River von 2017.
Die Rollen von Tanner und Toby Howard, den Brüdern, die im Film mehrere Banken überfallen, wurden mit Ben Foster und Chris Pine besetzt. Jeff Bridges spielt den Texas-Ranger Marcus Hamilton, Gil Birmingham seinen Partner Alberto Parker.
Nico Sablik und Martin Kautz leihen im Film Chris Pine und Ben Foster ihre Stimmen. Jeff Bridges wird im Deutschen von Joachim Tennstedt gesprochen.

### Dreharbeiten

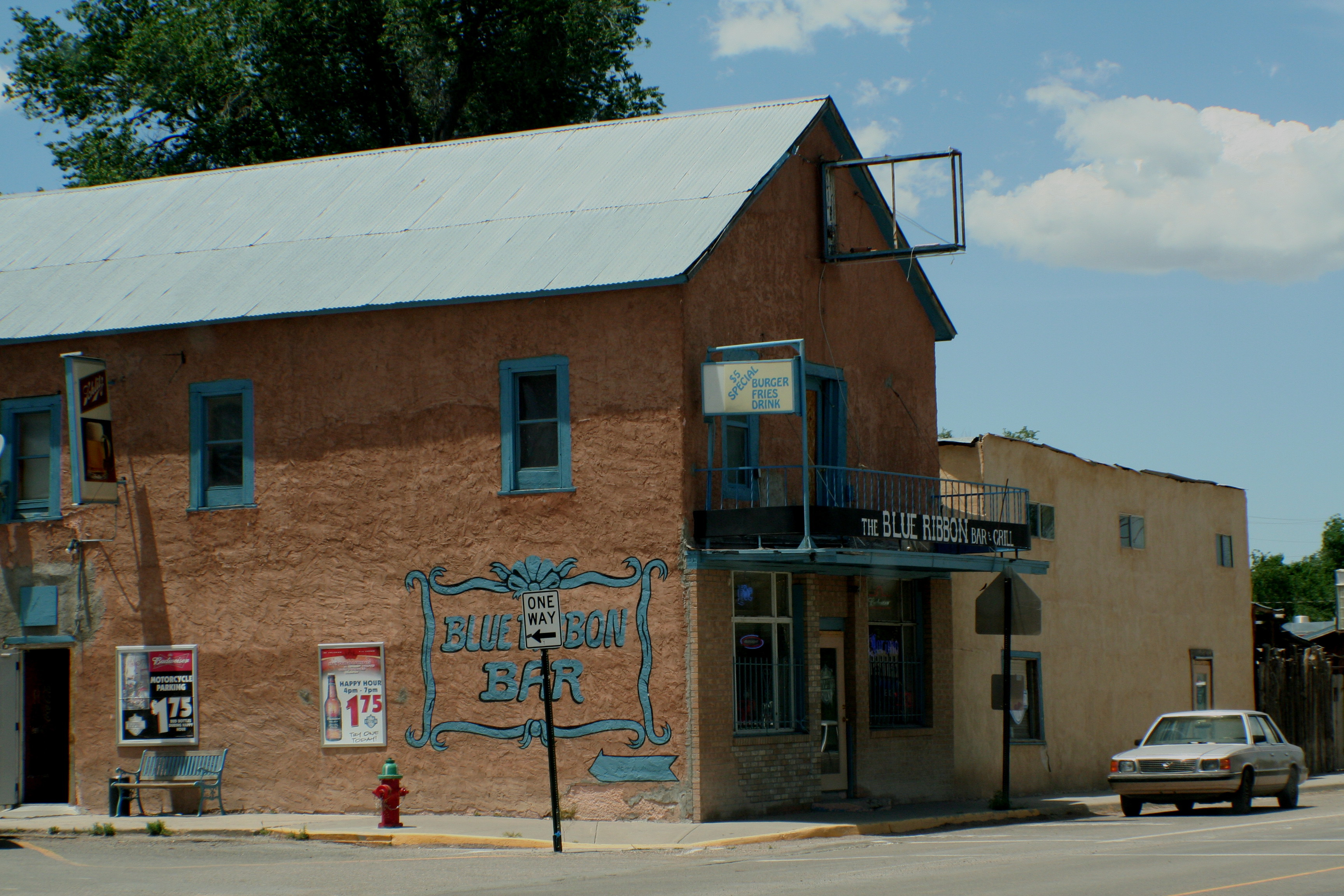
In Estancia fanden die Dreharbeiten vor dem Blue Ribbon Bar & Grill statt

Die Dreharbeiten fanden im Mai 2015 in den Städten und der Umgebung von Clovis, Estancia, Portales, Tucumcari, Albuquerque und am Caprock Escarpment im Quay County in New Mexico statt, sie dienten als Kulisse für das ländliche Texas. Die Dreharbeiten für die Szenen, die in einem Casino in Oklahoma spielen, erfolgten im Route 66 Casino in Albuquerque.
Der Film trug anfänglich den Arbeitstitel Comancheria. Das Wort ist die spanische und heutzutage gebräuchliche Bezeichnung des von den verschiedenen Comanche-Gruppen gemeinsam bewohnten Stammesgebietes auf den Südlichen Plains in den heutigen USA, das sich über New Mexico und den Westen von Texas erstreckt. Der letztliche Titel des Films, Hell or High Water, nimmt Bezug auf die englische Redewendung „come hell or high water“, was übersetzt „möge die Hölle oder Hochwasser kommen“ bedeutet, also „komme, was da wolle“. Pine, der sich parallel auf die Dreharbeiten für den Film Star Trek Beyond vorbereitete, stand insgesamt 2½ Wochen für Hell or High Water vor der Kamera.

### Filmmusik
Die Filmmusik stammt von dem australischen Musiker Nick Cave und dem englischen Autor und Musiker Warren Ellis. Es handelt sich um die zwölfte Zusammenarbeit von Cave und Ellis für eine Filmmusik. Regisseur David Mackenzie äußerte sich zum Engagement der beiden Künstler: „Was ich an Nicks und Warrens Filmmusik liebe, ist, dass sie episch und expansiv ist, ohne schwülstig zu sein. Für mich als Filmemacher ist dies ein besonderes Glück, weil es der Musik gelingt, Fülle und Gefühl zu vermitteln, sich aber nicht manipulativ anfühlt oder überfordert.“
Der Soundtrack umfasst 15 Lieder, wobei einige Titel von anderen Musikern wie beispielsweise Townes Van Zandt oder Waylon Jennings enthalten sind. Er wurde am 19. August 2016 von Milan Records veröffentlicht. Bereits im Juli 2016 waren vorab die Lieder Comancheria und Mama’s Room veröffentlicht worden. Am 16. September 2016 stieg der Soundtrack auf Platz 12 in die Soundtrack-Album-Charts im Vereinigten Königreich ein.
Im Dezember 2016 wurde der Soundtrack als Anwärter bei der Oscarverleihung 2017 in der Kategorie Beste Filmmusik in die Kandidatenliste (Longlist) aufgenommen, aus denen die Mitglieder der Akademie die offiziellen Nominierungen bestimmen werden.

### Veröffentlichung
Der Film feierte am 16. Mai 2016 im Rahmen der Filmfestspiele von Cannes seine Premiere und kam am 12. August 2016 in ausgewählte US-amerikanische Kinos, bevor er am 19. August 2016 landesweit startete. Der Vertrieb des Films wurde von Lionsgate und CBS Films übernommen. Im Rahmen der Filmkunstmesse Leipzig wurde der Film im September 2016 erstmals einem deutschen Fachpublikum vorgestellt. In den deutschen Kinos lief der Film am 12. Januar 2017 an. Am 3. Februar 2020 wurde der Film in das Programm von Netflix aufgenommen.

## Rezeption

### Altersfreigabe
In Deutschland ist der Film FSK 12. In der Freigabebegründung heißt es: „Der Film ist im Stil eines modernen Western inszeniert und sehr ruhig erzählt. Nur sehr vereinzelt kommt es zu Schießereien, bei denen auch Menschen sterben. Dies ist jedoch in keiner Weise reißerisch inszeniert. Kinder ab 12 Jahren werden von den kurzen Gewaltszenen, die schlüssig in die Dramaturgie eingebettet sind, nicht überfordert oder geängstigt.“

### Kritiken
Der Film konnte 97 Prozent der Kritiker bei Rotten Tomatoes überzeugen und gehörte damit zu den hier am besten bewerteten Filme des Jahres 2016. Zudem ging der Film aus den 18th Annual Golden Tomato Awards in der Kategorie Best Thriller als Sieger hervor. Zusammenfassend heißt es dort: „Hell or High Water ist ein gut gespielter und stark gemachter Western und Thriller, der anstelle von sinnlosen Schießereien auf eine souveräne Dramaturgie und ausgearbeitete Charaktere setzt.“ Die Webseite Metacritic ermittelte einen Score von 88 basierend auf 47 Rezensionen. Vom American Film Institute wurde Hell or High Water im November 2016 in die Top-10-Liste der AFI Movies of the Year aufgenommen.
Chris Nashawaty von Entertainment Weekly meint, man müsse bis ins Jahr 1967 zurückgehen, zu Bonnie und Clyde, um einen Film über Bankräuber zu finden, der sich so sehr wie aus dieser Zeit anfühle, wie Hell or High Water. Kyle Smith von der New York Post meint, der Film setze sich durch eine Wucht von West-Texas-Atmosphäre, intelligente Dialoge und intensiv beobachtete Beziehungen über seine eher unbedeutenden politischen Anspielungen hinweg. Auch für Owen Gleiberman von Variety ist der Handlungsort des Films von Bedeutung, und er beschreibt Hell or High Water als mitreißend guten Film über Kriminalität, Angst und über die brüderliche Liebe, der in dem nur scheinbar schläfrigen Westen von Texas spielt und sich, obwohl er so authentisch wirke, absolut fremdartig anfühle.
Matt Singer von Screencrush erklärt die Stilmittel, der sich die Macher des Films bedienen, und meint, es handele sich bei dem Film um einen spannenden und entschlossenen Thriller, der sich der Ikonographie des klassischen Westerns bediene, um eine moderne Geschichte zu erzählen. Zur Machart des Films meint Michael Phillips von Chicago Tribune, der Film stecke mit einem Fuß in den Schundfilmkonventionen und mit dem anderen in einer irgendwie anregenden, moralisch heiklen, zeitgenössischen Antwort auf diese Konventionen. Was der Film aber vor allem aufweise, so Phillips, sei eine saubere und gerade dramatische Linie. Auch Pol Schock vom Luxemburger Wort bemerkt, frei nach dem Motto „Story comes first“ verliere Mackenzie nie den Blick für den Plot aus den Augen: „Die antagonistischen Paare Howard-Bruder und Texas-Ranger bewegen sich langsam aufeinander zu. Aus beiden Perspektiven wird die Geschichte nebeneinander erzählt – der Handlungshorizont wirkt plausibel, und der Zuschauer steht vor der schwierigen Frage, zu entscheiden, welche Seite ihm sympathischer ist.“
Alexandra Seitz von epd Film sagt: „Mühelos schleust Taylor Sheridans Drehbuch, das den jeweiligen schauspielerischen Stärken der Hauptdarsteller gekonnt in die Hände arbeitet, bewährte Motive klassischer Western in eine Geschichte aus der wirtschaftspolitischen Gegenwart ein und beweist damit einmal mehr die beeindruckende Anpassungsfähigkeit dieses uramerikanischen Genres.“
Der Filmdienst schreibt: „Der vor dem Hintergrund der US-amerikanischen Wirtschaftskrise angesiedelte moderne Western verbindet Genreelemente mit einem kritisch-sarkastischen Blick auf die ländlichen USA nach dem Bankencrash 2008. Spannend, ironisch und enthüllend zugleich, wirft der vorzüglich inszenierte und gespielte Film ein scharfes Schlaglicht auf die drohende Relativierung von Gesetz und Moral in einer von Verzweiflung diktierten sozialen Situation.“

### Einspielergebnis
Die Produktionskosten des Films betrugen 12 Millionen US-Dollar. Diesen stehen Einnahmen von derzeit rund 37 Millionen US-Dollar gegenüber. Nachdem der Film ursprünglich als Arthouse-Film gestartet war, avancierte er nach seinem landesweiten Kinostart in den USA zu einem der erfolgreichsten Independent-Filme des Jahres.

### Auszeichnungen (Auswahl)
Der Film erhielt eine große Zahl von Nominierungen und Auszeichnungen, darunter mehrere Nominierungen im Rahmen der Chicago Film Critics Association Awards 2016, eine Auszeichnung im Rahmen des Artios Awards 2017 und eine Nominierung im Rahmen der Excellence in Production Design Awards 2017. Bei der Wahl im Rahmen der Three Empire Awards 2017 wurde der Film in der Kategorie Bester Thriller und für das Beste Drehbuch in die Shortlist aufgenommen. Im Rahmen der Oscarverleihung 2017 erhielt Hell or High Water in vier Kategorien eine Nominierung, darunter als Bester Film und für das Beste Drehbuch. Die folgende Auflistung enthält eine Auswahl der bekanntesten Preisverleihungen.
British Academy Film Awards 2017
- Nominierung als Bester Nebendarsteller (Jeff Bridges)
- Nominierung für das Beste Originaldrehbuch (Taylor Sheridan)
- Nominierung für die Beste Kamera (Giles Nuttgens)[42]

Critics’ Choice Movie Awards 2016 (Dezember)
- Nominierung als Bester Film
- Nominierung für Beste Regie (David Mackenzie)
- Nominierung für das Beste Drehbuch (Taylor Sheridan)
- Nominierung als Bester Nebendarsteller (Jeff Bridges)
- Nominierung als Bester Nebendarsteller (Ben Foster)
- Nominierung als Bestes Schauspielensemble[43]

Independent Spirit Awards 2016
- Auszeichnung als Bester Nebendarsteller (Ben Foster)
- Nominierung in der Kategorie Bestes Drehbuch
- Nominierung in der Kategorie Bester Filmschnitt[44][45]

Internationale Filmfestspiele von Cannes 2016
- Nominierung in der Sektion Un Certain Regard (David Mackenzie)[16]

Golden Globe Awards 2017
- Nominierung als Bestes Filmdrama
- Nominierung für das Beste Drehbuch (Taylor Sheridan)
- Nominierung als Bester Nebendarsteller (Jeff Bridges)[46]

Gotham Independent Film Award 2016
- Nominierung in der Kategorie Bestes Drehbuch
- Nominierung als Bester Schauspieler (Jeff Bridges)[47]

London Critics' Circle Film Awards 2017
- Nominierung als Bester Nebendarsteller (Jeff Bridges)[48]

National Board of Review Awards 2016
- Auszeichnung als Bester Nebendarsteller (Jeff Bridges)
- Aufnahme in die Top 10 Films[49]

Online Film Critics Society Awards 2017
- Nominierung als Bester Film
- Nominierung als Bester Nebendarsteller (Jeff Bridges)
- Auszeichnung für das Beste Originaldrehbuch (Taylor Sheridan)[50]

Oscarverleihung 2017
- Nominierung als Bester Film (Carla Hacken und Julie Yorn)
- Nominierung als Bester Nebendarsteller (Jeff Bridges)
- Nominierung für den Besten Filmschnitt (Jake Roberts)
- Nominierung für das Beste Drehbuch (Taylor Sheridan)[51]

Producers Guild of America Awards 2017
- Nominierung für The Darryl F. Zanuck Award (Carla Hacken und Julie Yorn)[52]

Satellite Awards 2016
- Auszeichnung als Bester Nebendarsteller (Jeff Bridges)
- Nominierung als Bester Film
- Nominierung für das Beste Originaldrehbuch (Taylor Sheridan)[53][54]

Saturn Awards 2017
- Nominierung als Bester Thriller
- Nominierung für das Beste Drehbuch (Taylor Sheridan)[55]

Screen Actors Guild Awards 2017
- Nominierung als Bester Nebendarsteller (Jeff Bridges)[56]

Writers Guild of America Awards 2017
- Nominierung in der Kategorie Bestes Originaldrehbuch (Taylor Sheridan)[57]